# 王国珍
王国珍（1919年9月7日—2016年3月11日），中国河北省安新县北冯村人，中国共产党员，原黑龙江省计划委主任、党组书记、省委委员。
王国珍1932年3月加入中国共产主义青年团，1933年3月转为中共正式党员。抗日战争期间，1939年经过党组织的培训，出任徐水县九区区委书记。1941年调任徐水县委委员兼徐水铁路东区分委书记，武工队政委。1945年被任命为徐水县委书记，徐水支队政委（同年第二次国共内战期间改编为团，调入东北野战军)。1949年7月，调任保定专区行政公署专员。中华人民共和国成立后，1952年10月，奉调到中央财政机关，后到国家计委，经委管辖的机电分配局和建筑材料工业局，任副局长。1958年3月，调任黑龙江省计划委员会副主任，党组副书记。文化大革命期间，1967年1月，被列入欧阳钦，李范五为首的“反党叛国集团”黑名单中诬陷打倒，并受迫害；1973年6月，复职。改革开放时期，1979年3月，黑龙江省省委为其平反，并兼任省委委员。1981年6月，任黑龙江省计划委主任、党组书记、省委委员。1985年12月，王国珍离职休养。
2016年3月11日凌晨2时23分，王国珍去世，享年98岁。